# ناحية ويسيان (مقاطعة دورة)
ناحية ويسيان (بالفارسية: بخش ویسیان شهرستان دوره) هي الناحية تقع في لرستان في إيران. يقدر عدد سكانها بـ 13,029 نسمة .